# Comuna Kuteanka, Ostroh
Kuteanka (în ucraineană Кутянка) este o comună în raionul Ostroh, regiunea Rivne, Ucraina, formată din satele Batkivți, Bolotkivți, Danîlivka, Illeașivka și Kuteanka (reședința).

## Demografie
Componența lingvistică a comunei Kuteanka
     Ucraineană (100%)
Conform recensământului din 2001, toată populația comunei Kuteanka era vorbitoare de ucraineană (100%).